# Epica
«Epica» (укр. «Епіка») — нідерландський симфо-готик-метал гурт, візитівкою якого є жіночий вокал у поєднанні із чоловічим гроулінгом, властивим дет-металу. Заснований у 2003 році гітаристом і вокалістом Марком Янсеном після того, як він покинув After Forever.

## Історія

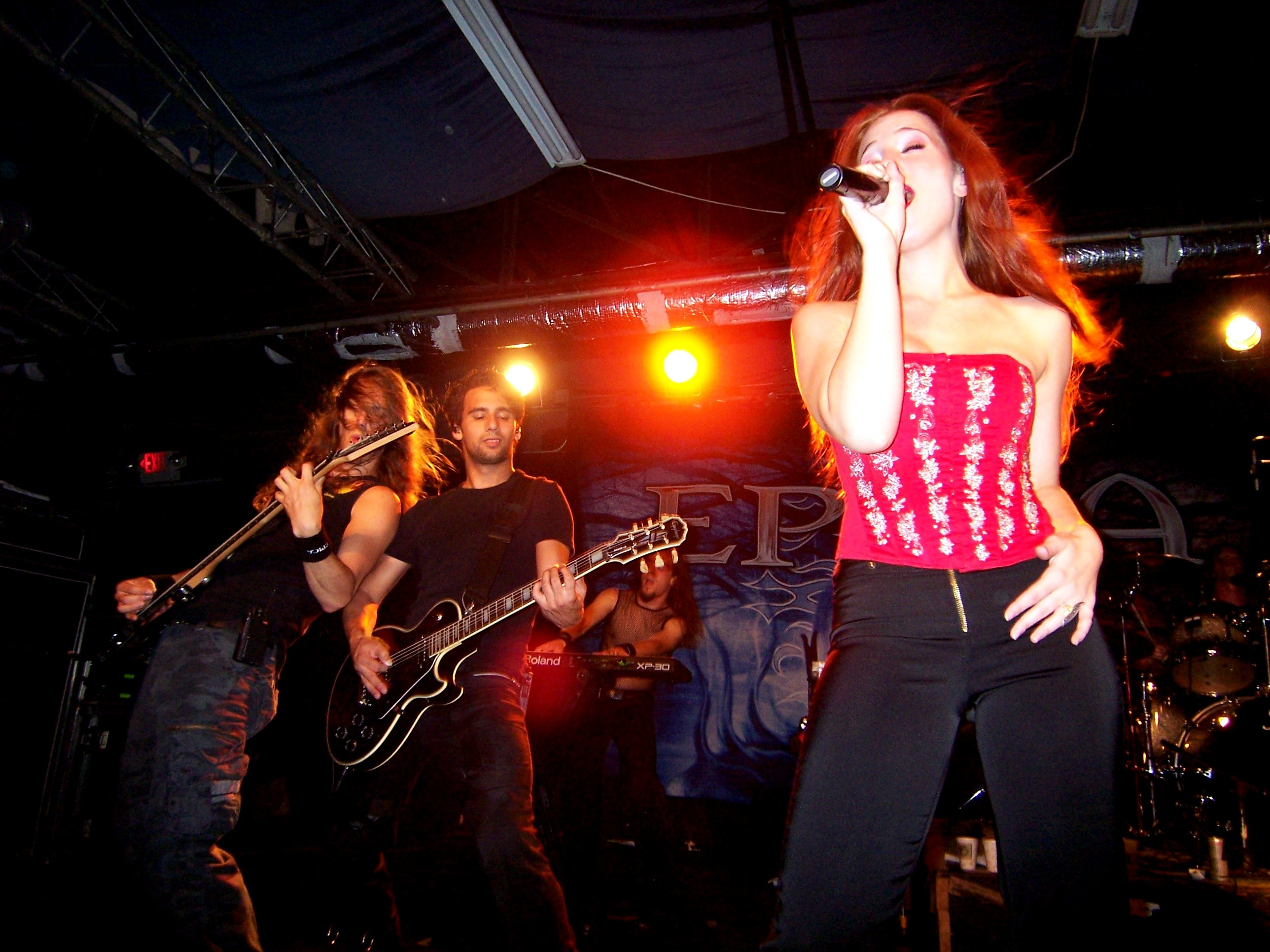
Epica під час виступу на «The White Rabbit» (Техас, США) в 2007

### Cry for the Moon (2002)
Наприкінці 2002 року Марк Янсен покинув After Forever через творчі суперечки з рештою колективу і став збирати музикантів для свого нового музичного проєкту, названого спочатку Sahara Dust.
На початку 2003 року на місце провідної вокалістки гурту він запросив Гелену Міхаельсен з гурту Trail of Tears, але незабаром її замінила юна і ще нікому не відома вокалістка Сімона Сімонс, дівчина Янсена. До складу гурту також увійшли гітарист Ад Слуйтер, барабанщик Жероен Сімонс, басист Ів Хутс та клавішник Коен Янссен. Назву гурту було змінено на «Epica» під впливом від альбому гурту Kamelot Epica.
Epica стала використовувати для запису альбому хор із шести чоловіків або жінок, а також струнний оркестр — три скрипки, два альти, дві віолончелі та контрабас.  Все ще під назвою Sahara Dust, вони випустили двопісенне демо під назвою "Cry for the Moon" у 2002 році. В результаті вони були підписані на лейбл Transmission Records.

### The Phantom Agony(2002–2004)
Дебютний альбом гурту, The Phantom Agony, котрий вийшов у червні 2003 року, продюсував Саша Пает, відомий роботою з такими колективами як Angra, Rhapsody of Fire та Kamelot.

### Consign to Oblivion/The Score – An Epic Journey(2004–2006)

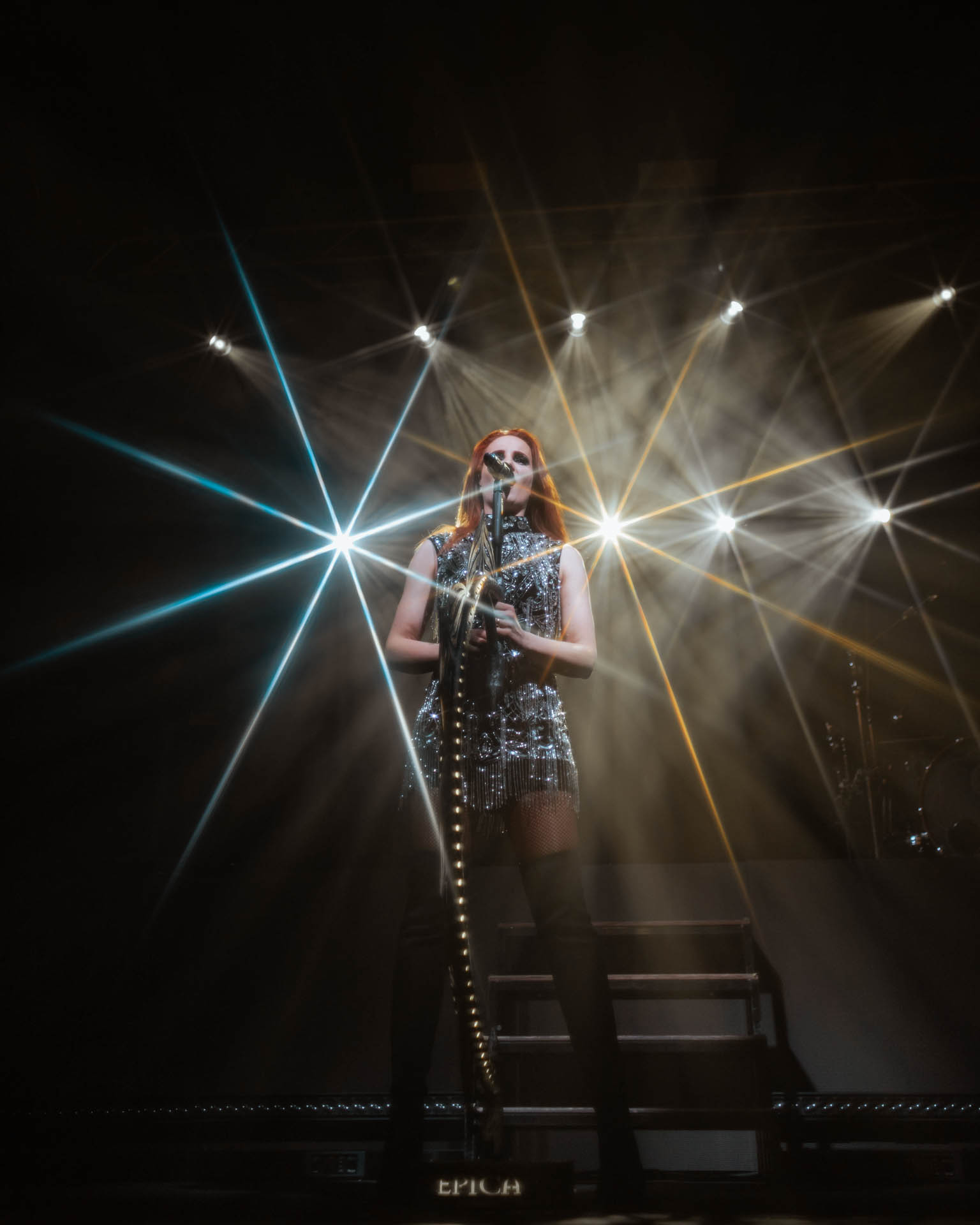
Epica Сімоне Сімонс у Польщі, 2023

Другий альбом гурту, названий Consign to Oblivion, був написаний під впливом культури цивілізації Мая і таких відомих композиторів, що пишуть музику до фільмів, як Ганс Ціммер і Денні Ельфман. У записі альбому брав участь запрошений вокаліст Рой Ган (із Kamelot), він виконав пісню Trois Vierges. Крім того, Epica як гурт підтримки вирушив в тур разом з Kamelot, що просував свій альбом The Black Halo. 

У вересні 2005 року Epica створила третій альбом — The Score — An Epic Journey — саундтрек до голландського фільму «Joyride». Марк Янсен так схарактеризував його: «Це типова Epica, тільки без співу, без гітар, без баса і без ударних».

### The Divine Conspiracy/The Classical Conspiracy(2006-2009)
У вересні 2007 року «Epica» випустила четвертий альбом — «The Divine Conspiracy». Він продовжує розпочату ще After Forever серію «Embrace that smoothers». Концепція альбому посвячена світовим релігіям і тому, що, попри відмінності, їх зміст один. В цілому альбом можна схарактеризувати як важчий, але разом з тим і готичніший. Зросла роль ударних, а гроул Марка Янсена присутній майже в усіх піснях. Місцями навіть чутні елементи блек-металу. По структурі і звучанню новий альбом швидше нагадує перший — «The Phantom Agony».
Перший сингл з альбому вийшов 10 серпня 2007 року під назвою "Never Enough" у супроводі відеокліпу, а другий сингл, "Chasing the Dragon", вийшов у 2008 році без супровідного відео.
16 грудня 2008 року Ад Слейтер покинув гурт. Він залишив повідомлення на своїй сторінці на Myspace, в якому пояснив причину свого відходу з гурту, зокрема, розчарування через неможливість насолоджуватися написанням музики через дедлайни. У січні 2009 року було оголошено, що наступником Еда на гітарі стане Айзек Делахайє, який був учасником God Dethroned.
Також у 2008 році Epica записали The Classical Conspiracy, свій перший концертний альбом. Концерт відбувся в Мішкольці, Угорщина, 14 червня 2008 року в рамках Мішкольцського оперного фестивалю (де Therion виступали з подібним шоу роком раніше). У ньому брав участь оркестр з 40 чоловік і хор з 30 чоловік, а сет-лист містив не тільки пісні гурту, але й кавер-версії класичних творів Антоніо Вівальді, Антоніна Дворжака, Джузеппе Верді, Едварда Гріга, а також саундтреки до фільмів "Зоряні війни", "Людина-павук" і "Пірати Карибського моря". Реліз відбувся 8 травня 2009 року на лейблі Nuclear Blast Records.

### Design Your Universe(2008-2010)
4 березня 2009 року Epica оголосили про своє повернення до студії, де вони розпочнуть процес запису нового альбому. У квітні 2009 року стало відомо, що новий альбом буде називатися Design Your Universe. Він продовжив сагу A New Age Dawns, яка розпочалася на Consign to Oblivion. Реліз альбому відбувся 16 жовтня 2009 року. Для просування цього релізу вони виступили в Амстердамі в Paradiso 10 жовтня 2009 р. Це перший альбом Epica, на якому з'явився Айзек Делахайе. Платівка також містить гостьовий виступ вокаліста Sonata Arctica Тоні Якко на пісні "White Waters". Альбом був позитивно сприйнятий як критиками, так і шанувальниками. Альбом дебютував на 8-й сходинці голландського чарту, що стало найвищою позицією, якої досягав альбом Epica. Альбом залишався в чарті протягом п'яти тижнів і повторно потрапив на 94 місце на один тиждень завдяки виступу гурту на Pinkpop Festival 2010. 

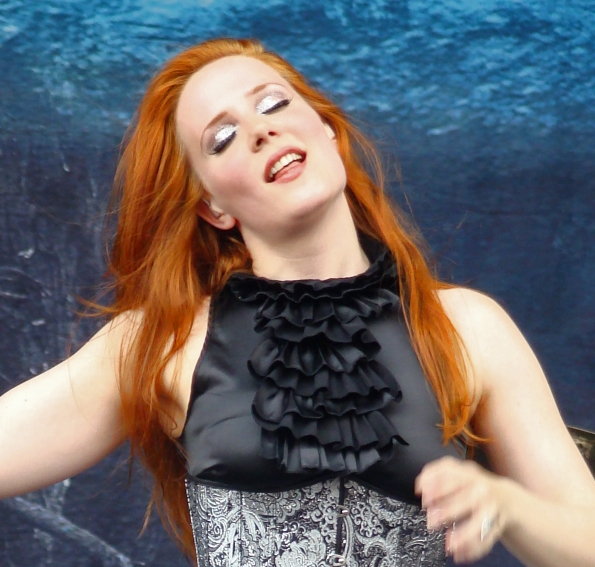
Сімона Сімонс 2009 рік

31 грудня 2009 року на сайті гурту було оголошено, що вийде новий сингл. Пісня називається "This Is the Time", а весь прибуток від її продажу піде у Всесвітній фонд природи. Після виходу альбому "Design Your Universe" Epica вирушили у світове турне на підтримку альбому. Вони влаштували вечірку на честь релізу в The Paradiso в Амстердамі. Вони виступили на кількох літніх фестивальних концертах влітку 2010 року і повернулися до Сполучених Штатів і Канади наприкінці осені 2010 року. Кілька дат в Європі, особливо в Нідерландах, були розпродані. Гурт також здійснив південноамериканський тур, виступаючи в Бразилії, Аргентині, Чилі, Перу, Болівії та Уругваї. Вони також грали на багатьох важливих рок- і метал-фестивалях Європи, таких як Wacken Open Air, Pinkpop і Masters of Rock, перед дуже великою аудиторією.

### Альбом Requiem for the IndifferentтаRetrospect(2011–2013)
В інтерв'ю у листопаді 2010 року Сімона заявила, що гурт збирається почати писати музику приблизно у лютому 2011 року після завершення латиноамериканського турне. Вона також заявила, що вони сподіваються на реліз у першому кварталі 2012 року. До травня 2011 року було написано 14 треків без текстів. Пізніше того ж року гурт увійшов до студії, продюсером знову став Саша Пает.
1 грудня 2011 гурт оголосив, що альбом буде називатися Requiem for the Indifferent, і буде натхненний такими факторами, як величезна напруга між різними релігіями і культурами, війни, стихійні лиха і фінансова криза. 9 березня 2012 року альбом вийшов у Європі, а 13 березня 2012 року - в США. 
25 березня 2012 року Epica оголосили на своєму сайті, що басист Ів Хатс покидає гурт Epica, а його місце зайняв Роб ван дер Лоо (екс-Delain, MaYaN). 24 квітня відбувся офіційний реліз кліпу на "Storm the Sorrow", який набрав 128 000 переглядів на YouTube в день виходу. Загальна реакція на "Requiem for the Indifferent" була позитивною. AllMusic заявив, що альбом "є типово складною і амбітною справою, що включає велику кількість хорових творів і класичних аранжувань у чітко встановлену суміш готики, прогресивного, пауер і симфо-металу".
16 вересня 2012 року гурт взяв участь у гостьовому ефірі голландського телешоу Niks te gek (переклад: "Ніщо не є занадто божевільним"), де люди з розумовою відсталістю (18 років і старше) можуть отримати виконання своїх бажань. У цьому епізоді вони записали разом з аутистом Руурдом Волтрінгом одну з його власних композицій "Forevermore". Сингл вийшов на лейблі Nuclear Blast 25 вересня 2012 року.
На своєму офіційному сайті гурт оголосив, що 23 березня 2013 року вони святкуватимуть 10-ту річницю Epica в Ейндховені, Нідерланди. Концерт під назвою "Retrospect" відбудеться у Клокгебау за участю оркестру з 70 музикантів, хорів, іноземних гостей та багатьох спецефектів. Гурт запросив угорський камерний оркестр Remenyi Ede і хор Національного театру Мішкольца, оскільки це був той самий оркестр, який супроводжував Epica під час запису концертного альбому The Classical Conspiracy. Концерт складався з оркестру з 70 музикантів, спецефектів, акробатів, запрошеної вокалістки Флор Янсен (Nightwish) і колишніх учасників гурту Ада Слейтера, Іва Хатса і Йерун Сімонса. Фінська співачка Тар'я Турунен також була запрошена на концерт, але була змушена відмовитися через проблеми з графіком. На концерті гурт представив нову пісню під назвою "Retrospect" і вперше зіграв "Twin Flames" з "Requiem for the Indifferent". Вони також вдруге зіграли свою найдовшу пісню "The Divine Conspiracy", проте прозвучала її скорочена версія. Під час концерту Коен Янссен оголосив, що "Retrospect" буде знято для випуску на DVD.

### Quantum Enigma та Epic Metal Fest (2013-2015)
Epica опублікували на своєму офіційному сайті перші подробиці про свій шостий альбом 5 лютого 2014 року. Стало відомо, що новий альбом буде називатися The Quantum Enigma і вийде на початку травня 2014 року. Пізніше того ж місяця гурт представив обкладинку альбому, яка була створена давнім співробітником Стефаном Хайлеманном (Stefan Heilemann), щоб супроводжувати ідеї, закладені в текстах пісень. Трек-лист і дати релізу були оголошені того ж дня, і врешті-решт The Quantum Enigma вийшов на лейблі Nuclear Blast 2 травня (Європа), 5 травня (Великобританія) і 13 травня (США). Альбом був спродюсований Йоостом ван ден Бруком і записаний на студії Sandlane Recording Facilities у Нідерландах.
Альбом The Quantum Enigma дебютував на 110 місці американського чарту Billboard 200, ставши другим альбомом Epica у цьому чарті, попереднім був Requiem for the Indifferent, який потрапив туди у лютому 2013 року. На батьківщині Epica, у Нідерландах, альбом посів 4-те місце, ставши їхнім найвищим альбомом у чарті.
Гурт заявив: "Якщо "Retrospect" відображає перше десятиліття нашої кар'єри, то "The Quantum Enigma" знаменує собою початок нової ери, в якій Epica звучить важко, сучасно і без компромісів! Більш ніж коли-небудь, створення цього альбому було спільною роботою групи, і ми дуже пишаємося результатом! Кожна деталь знайшла своє місце в ідеально збалансованому міксі, завдяки чому Epica звучить грубо і приголомшливо".
17 березня 2014 року перший сингл "The Essence of Silence" був доступний для цифрового завантаження з iTunes, Amazon, Spotify, Deezer та інших платформ. Через три дні вийшло лірик-відео. "Unchain Utopia" був обраний другим синглом і вийшов 8 квітня 2014 року. В інтерв'ю Sonic Cathedral Webzine вокалістка гурту Симона Сімонс підтвердила, що незабаром вийде відеокліп на "Unchain Utopia". Однак замість цього вийшло лірик-відео, в якому використані кадри, спочатку зняті для кліпу. Пізніше гурт вирішив зняти кліп на трек "Victims of Contingency", який вийшов 30 жовтня 2014 року.

Гурт повернувся на сцену після майже річної перерви 30 квітня 2013 року в Тілбурзі на своїй батьківщині, в Нідерландах, де відбувся концерт на честь виходу альбому. Протягом 2014 і 2015 років гурт гастролював по Європі, Азії, Африці, а також Південній і Північній Америці на підтримку альбому "The Quantum Enigma". Їх останній виступ перед поверненням до студії відбувся 22 листопада 2015 року в "Klokgebouw" в Ейндховені, Нідерланди, де раніше проходив концерт Epica Retrospect. Виступ став частиною першого випуску "Epic Metal Fest" - фестивалю, організованого і курованого учасниками гурту. Epica анонсували Epic Metal Fest 3 червня 2015 року на своєму офіційному сайті і повідомили, що до них на фестивалі приєднаються гурти DragonForce, Eluveitie, Fear Factory, Moonspell, Delain і Periphery. Фронтвумен гурту Сімона Сімонс прокоментувала цю новину: 
"Провести власний фестиваль було давньою мрією Epica, і ми дуже пишаємося тим, що зможемо представити абсолютно приголомшливий набір міжнародних метал-гуртів. Цей день, безсумнівно, стане наступним яскравим моментом у нашій кар'єрі, і ми сподіваємося, що зможемо розділити його з усіма вами!".
5 червня 2015 року Epica були удостоєні нагороди Music Export Award на Buma Rocks, яка вручається голландській команді, що досягла найбільшого міжнародного успіху за минулий рік. Гітарист/вокаліст гурту Марк Янсен подякував шанувальникам гурту через свій офіційний сайт:
"Для нас велика честь отримати цю престижну нагороду, це велике досягнення після всіх тих років, коли ми вкладали безліч годин і енергії в Epica. Вона показує, що все, що ви робите, слідуючи за своїм серцем, зрештою окупиться і отримає визнання. Дякуємо всім нашим шанувальникам з усього світу!".

### Альбом "The Holographic Principle", EP, перша книга таDesign Your Universe10th Anniversary (2016-2019)

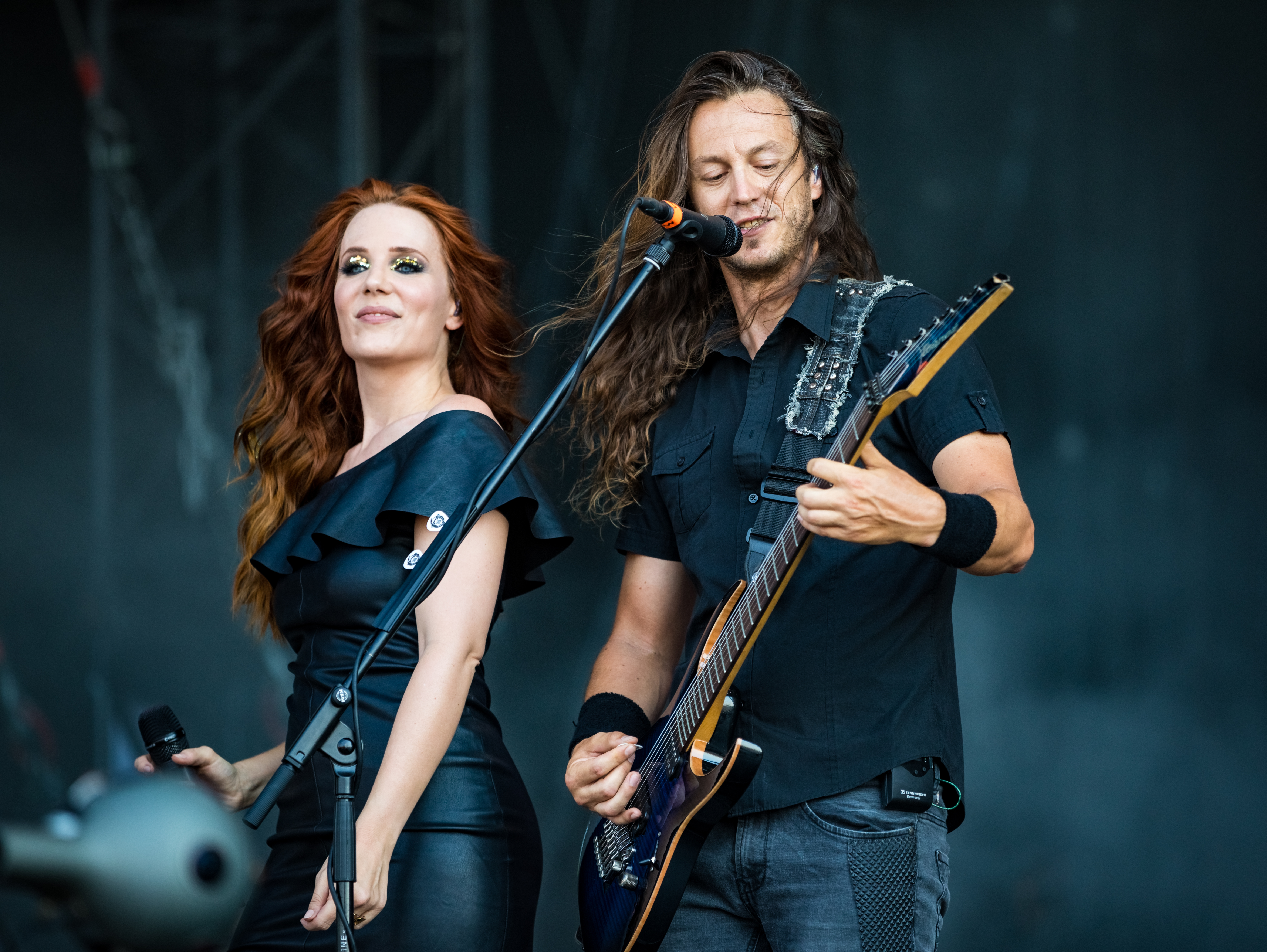
Гурт Epica на фестивалі Wacken Open Air 2018 рік

31 травня 2016 року Epica підтвердила назву нового альбому гурту: "The Holographic Principle", реліз якого відбувся 30 вересня 2016 року. В інтерв'ю Spark TV вокалістка гурту Сімона Сімонс розповіла про складний характер альбому, пояснивши, що гурт використовував більше "справжніх, живих інструментів", ніж у попередніх альбомах, і що цей альбом є "однією з найамбітніших пропозицій [гурту] на сьогоднішній день". Раніше гурт оголосив, що альбом вийде у рамках виступу на другому фестивалі Epic Metal Fest, але пізніше змінив цю інформацію, заявивши, що альбом вийде на день раніше.
1 вересня 2017 року гурт випустив свій перший міні-альбом The Solace System під час другого північноамериканського етапу туру. До нього увійшли 6 пісень, які були заплановані і записані, але так і не увійшли до The Holographic Principle.
Epica випустили міні-альбом 20 грудня 2017 року в Японії під назвою "Epica vs Attack on Titan Songs", до якого увійшли кавери на пісні з аніме "Атака на Титан". Реліз міні-альбому відбувся 20 липня 2018 року у всьому світі.
3 липня 2019 року Epica оголосили, що випустять свою першу книгу пізніше того ж року. До неї увійдуть історія гурту, інтерв'ю та фотографії.
17 липня 2019 року гурт оголосив, що 4 жовтня 2019 року вийде золоте видання альбому "Design Your Universe" на підтримку десятої річниці гурту, а також турне.

### Omega and The Alchemy Project (2020–дотепер)
1 лютого 2020 року, Симона Сімонс заявила, що пре-продакшн наступного альбому завершено. 11 березня 2020 року гурт увійшов до студії, щоб розпочати запис нового альбому, а також випустив студійні відеоблоги, в яких показав процес створення майбутнього восьмого студійного альбому.
Марк Янсен заявив в інтерв'ю, що дата виходу альбому може бути відкладена через пандемію COVID-19. 17 квітня 2020 року повідомлялося, що Сімона Сімонс закінчила запис вокалу для нового альбому. 2 вересня 2020 року Марк Янсен підтвердив, що альбом був записаний, зведений і відмастерингований, а оркестровки і хор були завершені до того, як гурт приступив до запису.
Пізніше, 7 жовтня 2020 року, Nuclear Blast оголосили назву восьмого студійного альбому "Omega", а також дату виходу - 26 лютого 2021 року. 9 жовтня 2020 року перший сингл з альбому, "Abyss of Time - Countdown to Singularity", вийшов з офіційним відеокліпом. Другий сингл з альбому, "Freedom - The Wolves Within", вийшов 27 листопада 2020 року разом з відеокліпом. Третій сингл, "Rivers", вийшов 22 січня 2021 року разом з відеокліпом-візуалізатором.
29 квітня 2021 року на підтримку альбому "Omega" гурт оголосив, що виступить у прямому ефірі під назвою Omega Alive, який відбувся 12 червня 2021 року і вийшов у кількох аудіо- та відеоформатах 3 грудня 2021 року.

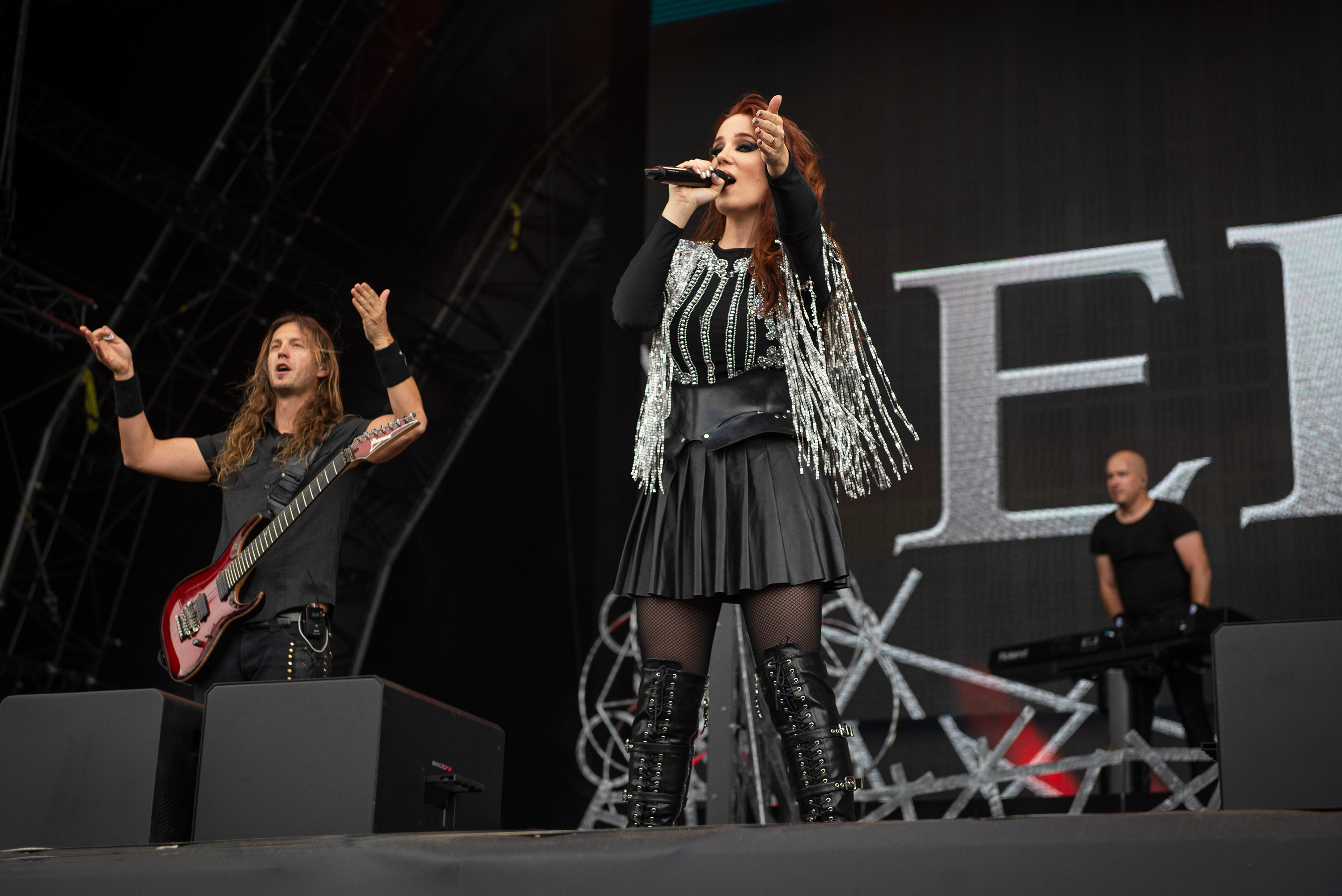
Виступ Epica на Hellfest у 2022 році

16 вересня 2022 року гурт анонсував свій третій міні-альбом "The Alchemy Project", спільну роботу, в кожній пісні якого взяв участь щонайменше один запрошений артист. Реліз відбувся 11 листопада 2022 року на лейблі Atomic Fire і супроводжувався офіційними відеокліпами на пісні "The Final Lullaby" і "Sirens - Of Blood and Water".
У травні 2023 року Epica була обрана на розігріві у Metallica з Ice Nine Kills для короткої серії концертів у Парижі та Гамбурзі в рамках їхнього світового турне M72, замінивши Five Finger Death Punch, які скасували свої виступи через проблеми зі здоров'ям.
7 листопада 2023 року гурт анонсував The Symphonic Synergy, набір з двох спеціальних шоу з оркестром і хором. Перший виступ відбудеться в Нідерландах на AFAS Live 20 вересня 2024 року, а другий - 7 грудня 2024 року в мексиканському Auditorio Nacional.
В інтерв'ю в березні 2024 року Саймонс заявив, що дев'ятий студійний альбом знаходиться у виробництві, і припустив, що альбом вийде у 2025 році.  Альбом Aspiral був анонсований 30 січня 2025 року,  що збіглося з виходом нового синглу "Cross the Divide" і слідом за виходом синглу "Arcana". Альбом відновив серію «A New Age Dawns», розпочату на Consign to Oblivion і продовжену на Design Your Universe.
11 квітня 2025 року гурт представив свій дев'ятий студійний альбом «Aspiral», до якого увійшли вже раніше випущені пісні «Arcana», «Cross the Divide», «T.I.M.E.» та абсолютно новий сингл «Fight to Survive». 

## Склад
- Сімона Сімонс — вокал
- Марк Янсен — гітара, гроулінг/скримінг
- Ісаак Делахає  — соло-гітара
- Коен Янссен — клавішні
- Роб ван дер Лоо — бас-гітара
- Арін Ван Весенбек — ударні

### Колишні учасники
- Гелена Ірен Міхаельсен  — вокал (2002 — 2003)
- Жероен Сімонс  — барабани (2002 — 2006)
- Ад Слуйтер  — гітара (2002 — 2008)

### Сесійні учасники
- Коен Герфст   барабани (для виступу вживу в 2007)
- Аманда Сомервіль  — вокал (Вживу для туру в США у 2008) і бек-вокал у «The Phantom Agony», «Consign to Oblivion», «The Divine Conspiracy», and «Design Your Universe».

## Дискографія

### Демо
- 2002: Cry for the Moon

### Студійні альбоми
- 2003: The Phantom Agony
- 2005: Consign to Oblivion
- 2007: The Divine Conspiracy
- 2009: Design Your Universe
- 2012: Requiem for the Indifferent
- 2014: The Quantum Enigma
- 2016: The Holographic Principle
- 2021: Omega
- 2025: Aspiral

### EP та сингли
- 2003: «The Phantom Agony»
- 2004: «Feint»
- 2004: «Cry for the Moon»
- 2005: «Solitary Ground»
- 2005: «Quietus (Silent Reverie)»
- 2007: «Never Enough»
- 2008: «Chasing the Dragon»
- 2009: «Unleashed»
- 2010: «This is the Time»

### Збірки та інші записи
- 2004: We Will Take You With Us
- 2005: The Score — An Epic Journey
- 2006: The Road to Paradiso
- 2009: The Classical Conspiracy

### Музичні відео
- 2003: «The Phantom Agony»
- 2004: «Feint»
- 2005: «Solitary Ground»
- 2005: «Quietus»
- 2007: «Never Enough»
- 2009: «Unleashed»